# Higueruela
|  | Per a altres significats, vegeu «finca de La Higueruela». |

Higueruela és un municipi de la província d'Albacete, comarca de la Mancha de Montearagón, que es troba a 50 km de la capital de la província. El 2006 tenia 1.346 habitants. Comprèn les pedanies de Casa Aparicio, Casillas de Marín de Abajo i Oncebreros. Limita a l'est amb Alpera (a 21 km), a l'oest amb Hoya-Gonzalo (a 10 km), al sud amb Bonete (a 16 km) i El Villar de Chinchilla (a 11 km; és una pedania de Chinchilla de Monte-Aragón) i al nord amb Pozo-Lorente (a 16 km).